# Polo aquático na Universíada de Verão de 1967
O Polo aquático na Universíada de Verão de 1967 foi a quinta vez em que o polo aquático participa de uma edição da Universíada. Nesta edição, a equipe local conquistou a medalha de ouro.
| Ordem | País               | Medalha de ouro | Medalha de prata | Medalha de bronze |   |
| ----- | ------------------ | --------------- | ---------------- | ----------------- | - |
| 1     | JPN Japão          | 1               |                  |                   | 1 |
| 2     | USA Estados Unidos |                 | 1                |                   | 1 |
| 3     | ITA Itália         |                 |                  | 1                 | 1 |